# Daysland
Daysland est une ville (town) de la province canadienne de l'Alberta.

## Démographie
| 2001 | 2006 | 2011 | 2016 |
| ---- | ---- | ---- | ---- |
| 779  | 818  | 807  | 824  |